# Sid Meier's Railroads!
Sid Meier's Railroads! est un jeu vidéo de gestion développé par Firaxis et édité par 2K Games sorti sur PC en 2006. Le jeu sort ensuite sur Mac en 2012.